# 党建文汇
《党建文汇》是一本與中國共產黨“党的建设”理论有關的月刊，每月發行一次。該雜誌1987年创刊于辽宁沈阳。該雜誌由中共辽宁省委旗下的《共产党员》杂志社主办。编辑部位於沈阳市和平区和平大街四段19号。該刊物發表過一些研究毛澤東、鄧小平的文章。